# Эстудиантиль Портеньо
«Спортивный клуб Эстудиантиль Портеньо» (исп. Club Atlético Estudiantil Porteño) — бывший аргентинский футбольный клуб из провинции Буэнос-Айрес.

## История

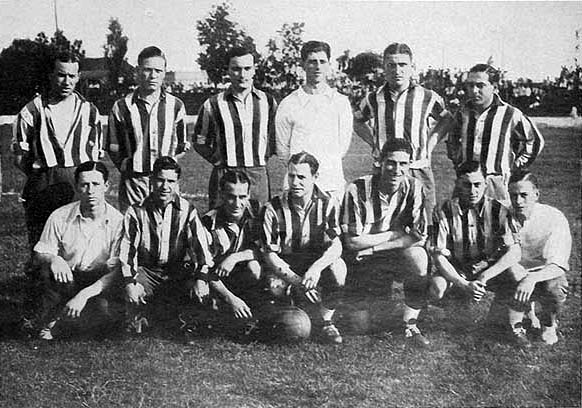
«Эстудиантиль Портеньо» — чемпион 1931 года

«Эстудиантиль Портеньо» был основан 6 сентября 1902 года студентами колледжа Насьональ дель Оэсте. Всяческую поддержку их начинанию оказывал директор колледжа Хуана Бельтран, который выполнял распоряжение Министерства юстиции и народного просвещения о необходимости иметь спортивную команду у каждого учебного заведения. Первую штаб-квартиру клуба открыли на улице Авенида Бельграно. C 1904 года команда стала выступать в чемпионате Аргентины. В 1906 году «Эстудиантиль» открыл своё первое футбольное поле на улице Альвеар. В том же году клуб определился с цветами формы — футболки с вертикальными синими и красными полосами толщиной по пять сантиметров. В 1912 году «Эстудиантиль», благодаря реструктуризации в Ассоциации футбола Аргентины, вышел в высший дивизион чемпионата. Два года спустя клуб перебазировался на территорию, расположенную на проспекте Кампичуэло и авениде Диас Велес. 
В 1926 году команда вновь переехала, на этот раз в город Сьюдадела. В 1931 году аргентинский футбол стал профессиональным. Части команд, в число которых входил и «Эстудиантиль», это пришлось не по душе. В результате проходили два чемпионата страны, один профессиональный, а другой — непрофессиональный, проводимый под эгидой «Ассоциации футбола Аргентины (Любители и профессионалы)» (исп. Asociación Argentina de Football (Amateurs y Profesionales); AFAP). И в эту ассоциацию вошёл «Эстудиантиль», который в первый же год стал чемпионом страны, обыграв в финале «Альмагро» со счётом 3:1. В 1934 году клуб в очередной раз переехал, расположившись в городе Рамос-Мехия. И в тот же год во второй раз выиграла чемпионат страны в своей ассоциации. Годом позже все аргентинские футбольные лиги были объединены в одну с единым чемпионатом. «Эстудиантиль» таким образом попал во второй дивизион, где выступал до 1939 года. С этого сезона клуб ушёл из ассоциации футбола Аргентины и перестал заявляться на соревнования. Сам клуб не прекратил своё существование, выступая в других видах спорта, однако футбольной команды у «Эстудиантиль Портеньо» более не было.

## Достижения
- Чемпион Аргентины:  1931 (AFAP), 1934 (AFA)[7]